# Helena Cierpka
Helena Cierpka siostra Maria Gwidona od Miłosierdzia Bożego (ur. 11 kwietnia 1900 w Granowcu, zm. 1 sierpnia 1943 pod Nowogródkiem) – polska siostra zakonna ze Zgromadzenia Najświętszej Rodziny z Nazaretu, błogosławiona Kościoła katolickiego.

## Życiorys
Była jedną z córek w rodzinie Stanisława i Barbary Cierpków, liczącej dwanaścioro dzieci. Miała dziesięciu braci oraz jedną siostrę. 17 lutego 1927 r. wstąpiła do nowicjatu w Grodnie i tam złożyła pierwsze śluby zakonne i śluby wieczyste. Pełniła posługę m.in. w Grodnie, Ostrzeszowie i Warszawie. W 1936 r.  przyjechała do Nowogródka. Po wybuchu II wojny światowej sowiecka okupacja sprowadziła na zakonnice represje. Po wkroczeniu Niemców oddała życie za mieszkańców miasta i ich ostatniego kapłana. Została rozstrzelana razem z 10 innymi siostrami zakonnymi.
Beatyfikowana przez papieża Jana Pawła II 5 marca 2000 r.  w grupie 11 męczennic z Nowogródka.

## Źródła internetowe
- S. Maria Teresa Górska CSFN Męczennice z Nowogródka
- Sisters of the Holy Family of Nazareth. phila-csfn.org. [zarchiwizowane z tego adresu (2012-02-08)]. (ang.)

## Upamiętnienie
- Witraż kościoła w Rojowie[2]
- Popiersie w Granowcu[3]
- Wystawa online Archiwum Państwowego w Kaliszu[4]